# Beuth-Denkmal (Berlin)

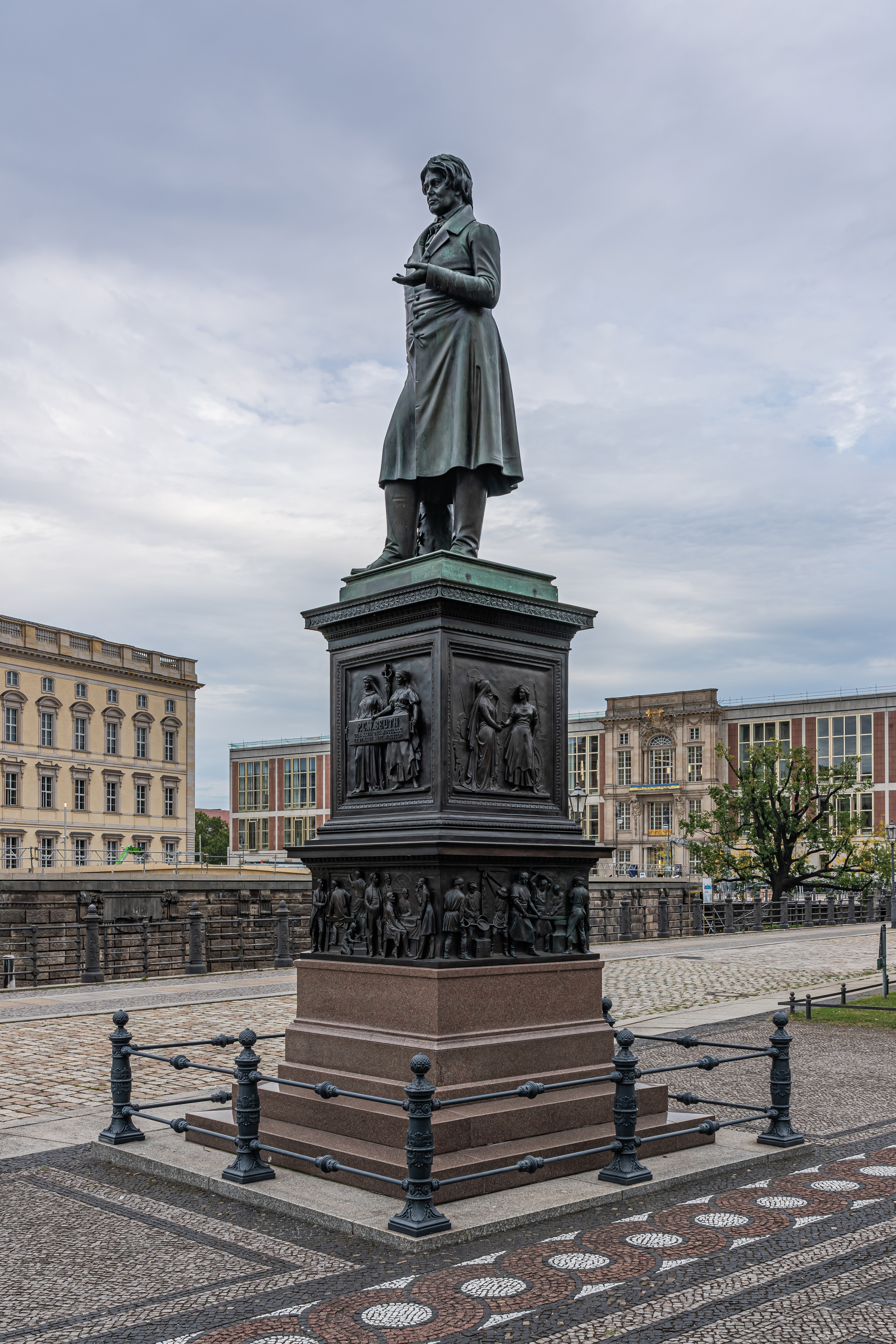
Ansicht des Beuth-Denkmals

Das Beuth-Denkmal auf dem Schinkelplatz im Berliner Ortsteil Mitte erinnert an den preußischen Gewerbereformer Peter Beuth (1781–1853). Geschaffen von August Kiß und Friedrich Drake im Stil des Realismus, gehört es zu den Werken der Berliner Bildhauerschule.

## Geschichte und Beschreibung
Das Standbild wurde von August Kiß und Friedrich Drake im Stil des Realismus geschaffen und am 13. Mai 1861 links vor der Bauakademie auf dem heutigen Schinkelplatz enthüllt. Die etwa drei Meter hohe Plastik aus Bronze zeigt den preußischen Gewerbereformer in zeitgenössischer Bekleidung an einem Baumstumpf stehend, den Kopf geradeaus gewandt. Seine rechte Hand hält eine Schriftrolle, seine linke Hand ist in erklärender Geste erhoben.
Am dreistufigen Sockel aus rotem Granit befinden sich mehrere Reliefs. Die oberen Reliefs zeigen vorn Allegorien des Handels und des Gewerbes mit dem Merkurstab sowie die Inschrift „P.C.W.BEUTH / GEB. XXVIII DEC. MDCCLXXX / GEST. XXVII SEPT. MDCCCLIII“, rechts Allegorien der Kunst und des Gewerbes, hinten die Allegorie der Wissenschaft zwischen Schülern des Gewerbeinstituts, sowie links Allegorien der Wissenschaft und der Arbeit. Die unteren Reliefs zeigen vorn eine Weberei und das Gewerbeinstitut, rechts eine Gießerei und eine Schmiede, hinten eine Textil- und eine Buchdruckerei, sowie links ein Fotoatelier und die Herausgabe der Vorbilder für Fabrikanten und Handwerker.
In der DDR-Zeit wurde das Beuth-Denkmal zusammen mit den Denkmälern Schinkels und Thaers 1962 abgeräumt, da es dem Neubau des Außenministeriums im Wege stand, und erst 1987 anlässlich der 750-Jahr-Feier der Stadt zur Ausstellung Kunst in Berlin 1648–1987 der Staatlichen Museen im heutigen Lustgarten aufgestellt. Nach der Wiedervereinigung Deutschlands und dem Abriss des Außenministeriums erfolgte 1999 die Wiederaufstellung am ursprünglichen Ort und bis 2008 die Rekonstruktion der fehlenden Reliefs. Das Beuth-Denkmal gehört zu den Werken der Berliner Bildhauerschule. Zusammen mit den Denkmälern Schinkels und Thaers bildet es ein Ensemble, das Christian Daniel Rauch bereits 1857 als die „ersten Helden auf öffentlichem Platze ohne Degen“ bezeichnete.